# 트로그스
트로그스(The Troggs)는 잉글랜드의 록 밴드이다.